# على الإنترنت، لا أحد يعرف أنك كلب
"على الإنترنت، لا أحد يعرف أنك كلب" (بالإنجليزية: On the Internet, nobody knows you're a dog) هو قول مأثور وميم على الإنترنت حول إخفاء الهوية والذي بدأ كتعليق على رسم كاريكاتوري رسمه بيتر شتاينر، نشرته صحيفة نيويوركر في 5 يوليو 1993. الكلمات هي كلمات كلب كبير يجلس على كرسي مكتب، ومخالبه على لوحة مفاتيح الكمبيوتر الذي أمامه، ويتحدث إلى كلب أصغر يجلس على الأرض بجانبه. كسب شتاينر ما بين 200000 دولار و250.000 دولار بحلول عام 2013 من إعادة طبعه، وفي ذلك الوقت أصبح الكارتون الأكثر استنساخًا من صحيفة نيويوركر.

## تاريخ
قال بيتر شتاينر، رسام كاريكاتير والمساهم في صحيفة نيويوركر منذ عام 1979، إنه على الرغم من أنه كان لديه حساب على الإنترنت في عام 1993، إلا أنه لم يشعر باهتمام خاص بالإنترنت في ذلك الوقت. لقد رسم الكارتون فقط بطريقة عنصر "ضع عنواناً"، الذي ذكر أنه لم يعلق به أي معنى "عميق"، معتبرا أنه لم يحظ باهتمام يذكر في البداية. صرح لاحقًا أنه شعر كما لو أنه ابتكر "الوجه المبتسم" عندما أخذ رسمه الكرتوني حياة خاصة به، وأنه "لا يستطيع أن يدرك تمامًا أنه معروف ومعترف به على نطاق واسع".

## السياق
كانت الإنترنت ذات يوم مجالًا حصريًا للمهندسين الحكوميين والأكاديميين، ثم أصبحت موضوعًا للنقاش في مجلات الاهتمام العام مثل صحيفة نيويوركر. علق مؤسس لوتس سوفتوير والذي يعتبر من النشطاء الأوائل على الإنترنت ميتش كابور في مقال بمجلة تايم في عام 1993 بأن "العلامة الحقيقية على أن الاهتمام الشعبي قد وصل إلى الكتلة الحرجة جاءت هذا الصيف عندما طبع نيويوركر رسما كاريكاتوريا يظهر اثنين من الكلاب المحنكة بالكمبيوتر".
وفقًا لبوب مانكوف، محرر الرسوم الكاريكاتورية لنيويوركر آنذاك، "كان للرسوم الكاريكاتورية صدى مع حذرنا بشأن الواجهة السهلة التي يمكن أن يلقيها أي شخص لديه معرفة بدائية بـلغة توصيف النص الفائق html."

## تداعيات
يرمز الكارتون إلى تحرير وجود المرء على الإنترنت من الأحكام المسبقة الشعبية. تشرح عالمة الاجتماع شيري توركل: "يمكنك أن تكون الشخص الذي تريده. يمكنك إعادة تعريف نفسك تمامًا إذا أردت. لا داعي للقلق بشأن الفتحات التي يضعك الآخرون فيها بنفس القدر. إنهم لا ينظرون إلى جسدك ويضعون افتراضات. إنهم لا يسمعون لهجتك ويقومون بافتراضات. كل ما يرونه هو كلماتك."
ينقل الرسم الكارتوني فهمًا لخصوصية الإنترنت والذي يتضمن القدرة على إرسال واستقبال الرسائل - أو إنشاء موقع ويب وصيانته - خلف قناع إخفاء الهوية. يقترح لورانس ليسيج أن "لا أحد يعرف" لأن بروتوكولات الإنترنت لا تتطلب من المستخدم تأكيد هويته. على الرغم من أن نقطة الوصول المحلية في إحدى الجامعات، على سبيل المثال، قد تتطلب تأكيد الهوية، إلا أنها تحتفظ بهذه المعلومات بشكل خاص، دون تضمينها في معاملات الإنترنت الخارجية.
تناقش دراسة أجراها موراهان مارتن وشوماخر (2000) حول استخدام الإنترنت القهري أو المزعج هذه الظاهرة، مما يشير إلى أن القدرة على تمثيل الذات وراء قناع شاشة الكمبيوتر قد تكون جزءًا من الإكراه على الاتصال بالإنترنت. قد تُفهم العبارة "على أنها تعني أن الفضاء الإلكتروني سيكون متحررًا لأن الجنس أو العرق أو العمر أو المظهر أو حتى "التعصب" يحتمل أن تكون غائبة أو بدلاً من ذلك ملفقة أو مبالغًا فيها مع ترخيص إبداعي غير خاضع للرقابة لعدة أغراض قانونية وغير قانونية على حد سواء"، ردد جون جيلمور الشخصية الرئيسية في تاريخ يوزنت عام 1996 تصريحات متوافقة. تشير العبارة أيضًا إلى سهولة التلاعب بالكمبيوتر: تمثيل المرء لنفسه على أنه جنس مختلف؛ عمر؛ عرق؛ الطبقة الاجتماعية أو الثقافية أو الاقتصادية، إلخ. وبنفس المعنى، فإن "الحرية التي يختارها الكلب للاستفادة منها، هي حرية "العبور" كجزء من مجموعة متميزة؛ أي مستخدمي الكمبيوتر البشر الذين لديهم إمكانية الوصول إلى الإنترنت".

## في الثقافة الشعبية

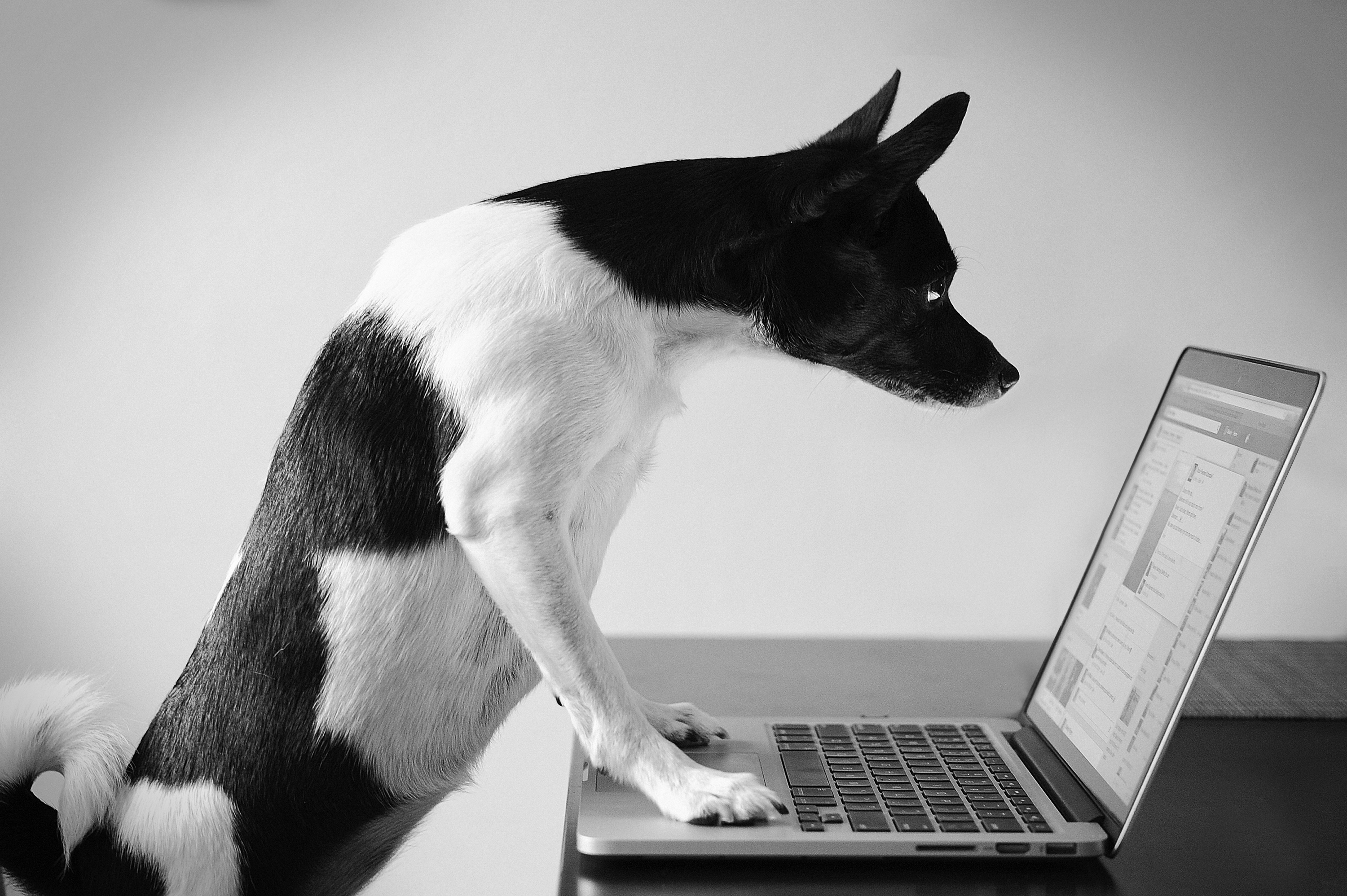
2014 صورة للقوات الجوية الأمريكية لكلب على جهاز كمبيوتر

- لقد ألهم الكارتون مسرحية "لا أحد يعرف أنني كلب" من تأليف آلان ديفيد بيركنز. تدور المسرحية حول ستة أفراد غير قادرين على التواصل بشكل فعال مع الأشخاص في حياتهم، والذين مع ذلك يجدون الشجاعة للاختلاط الاجتماعي دون الكشف عن هويتهم على الإنترنت.
- سُميت كلب الإنترنت[الإنجليزية] (Cyberdog) مجموعة أبل لطقم إنترنت على اسم هذا الكارتون.
- يعرض كتاب المصادقة: من كلمات المرور إلى المفاتيح العامة لريتشارد إي سميث رسوم متحركة ستاينر على الغلاف الأمامي، مع تكرار كلب الرسوم المتحركة على الغلاف الخلفي.
- رسم كاريكاتوري لكامران حفيظ نُشر في نيويوركر في 23 فبراير 2015، يظهر زوجًا مشابهًا من الكلاب يراقب مالكهما جالسًا على جهاز كمبيوتر، ويسأل أحدهما الآخر، "تذكر عندما لم يعرف أحد على الإنترنت من أنت؟ "
- لقد أصبح لازمة مستخدمة بشكل متكرر في المناقشات حول الإنترنت وعلى هذا النحو أصبح ميم إنترنت، وربما رمزًا لثقافة الإنترنت.

## وصلات خارجية
- موقع بيتر شتاينر
- أسطورة/حقيقة
- بنك الكرتون على الإنترنت
- لا أحد يعرف أنني من إنتاج الكلاب نسخة محفوظة 13 سبتمبر 2008 على موقع واي باك مشين.